# Maria (imię męskie)
Maria – męski odpowiednik żeńskiego Maria. Imię pochodzi z hebrajskiego – Miriam, co oznacza „być pięknym lub wspaniałym”. Jest najczęściej nadawane jako drugie imię na cześć Marii z Nazaretu. Chrześcijańską patronką tego imienia jest sama Maria z Nazaretu, jak i Maksymilian Maria Kolbe i Święty Josemaria.
Maria imieniny obchodzi: 1 stycznia i 8 grudnia.

## Osoby noszące drugie imię Maria
- Bronisław Maria Komorowski – prezydent Polski w latach 2010–2015
- Maksymilian Maria Kolbe – święty polski męczennik
- José María López – kierowca rajdowy
- José María Lemus – prezydent Salwadoru w latach 1956–1960
- José María Aznar – premier Hiszpanii w latach 1996–2004
- José Maria Neves – premier Republiki Zielonego Przylądka w latach 2001–2016
- Tadeusz Maria Sznuk – polski prezenter, prowadzący program „Jeden z dziesięciu”
- Jan Maria Jackowski – polski polityk
- Artur Maria Swinarski – polski poeta, satyryk, dramatopisarz, plastyk
- Jan Maria Gisges – polski poeta, prozaik oraz autor sztuk scenicznych.
- Maria Krzysztof Byrski – profesor orientalistyki, ambasador RP w Indiach
- Martin Maria Lewandowski – polski przedsiębiorca

Drugiego imienia Maria używał w działalności politycznej Jan Rokita.